# Vadim Rața
Vadim Rața (ur. 5 maja 1993 w Kiszyniowie) – mołdawski piłkarz, występujący na pozycji pomocnika w rumuńskim klubie FC Voluntari oraz w reprezentacji Mołdawii, której jest kapitanem.

## Statystyki

### Klubowe
Na podstawie:
| Klub               | Sezonów | Liga              | Liga  | Liga   | Puchar krajowy | Puchar krajowy | Kontynentalne | Kontynentalne | Suma  | Suma   |
| Klub               | Sezonów | Liga              | Mecze | Bramki | Mecze          | Bramki         | Mecze         | Bramki        | Mecze | Bramki |
| ------------------ | ------- | ----------------- | ----- | ------ | -------------- | -------------- | ------------- | ------------- | ----- | ------ |
| Sheriff Tyraspol   | 1       | Divizia Națională | 10    | 1      | 0              | 0              | 1             | 0             | 11    | 1      |
| FC Tiraspol        | 2       | Divizia Națională | 40    | 2      | 0              | 0              | 1             | 0             | 41    | 2      |
| FC Bălți           | 2       | Divizia Națională | 43    | 5      | 1              | 0              | 5             | 0             | 49    | 5      |
| Milsami Orgiejów   | 1       | Super Liga        | 27    | 3      | 0              | 0              | 1             | 0             | 28    | 3      |
| Chindia Târgoviște | 1       | Liga II           | 15    | 1      | 3              | 0              | –             | –             | 89    | 5      |
| Chindia Târgoviște | 2       | Liga I            | 71    | 4      | 3              | 0              | –             | –             | 89    | 5      |
| FC Voluntari       | 3       | Liga I            | 84    | 9      | 10             | 2              | –             | –             | 94    | 11     |
| FCSB               | 1       | Liga I            | 2     | 0      | 0              | 0              | 1             | 0             | 3     | 0      |
|                    | Łącznie | Łącznie           | 314   | 27     | 14             | 2              | 9             | 0             | 337   | 29     |

### Reprezentacyjne
Na podstawie:
| Rozgrywki                 | Faza     | M  | Gol | Żółta kartka | Czerwona kartka |
| ------------------------- | -------- | -- | --- | ------------ | --------------- |
| Mecze towarzyskie         | –        | 11 | 0   | 3            | 0               |
| Eliminacje EURO 2020      | Grupa H  | 2  | 1   | 2            | 0               |
| Liga Narodów UEFA 2020/21 | Grupa C3 | 6  | 0   | 1            | 0               |
| Eliminacje MŚ 2022        | Grupa F  | 8  | 1   | 4            | 0               |
| Liga Narodów UEFA 2022/23 | Baraże   | 2  | 0   | 1            | 0               |
| Liga Narodów UEFA 2022/23 | Grupa D1 | 5  | 0   | 2            | 0               |
| Eliminacje EURO 2024      | Grupa E  | 4  | 1   | 1            | 0               |

## Sukcesy
Na podstawie:

### Klubowe
Z Sheriffem:
- Mistrz Mołdawii 2011/12, 2012/13

Z Milsami:
- Puchar Mołdawii 2017/18

Z FC Chindią Târgoviște:
- Zwycięzca II ligi rumuńskiej 2018/19